# Geoff Horsfield
Geoffrey Malcolm « Geoff » Horsfield est un footballeur et entraîneur anglais né le 1er novembre 1973 à Barnsley. Il évolue au poste d'attaquant et a joué plus de 300 matchs de Football League. En 2011, il est entraîneur adjoint de Jim Gannon (en) à Port Vale.
Durant sa carrière, Horsfield est un joueur « fort et énergique », capable de tenir le ballon afin de faire monter ses coéquipiers. Horsfield fait ses débuts en Football League avec Scarborough à dix-huit ans. Libéré par le club, il retourne au football amateur avec Halifax Town, Guiseley et Witton Albion, avant de retrouver la Football League lors de sa deuxième période à Halifax. Il signe à Fulham, avec qui il obtient une promotion en Premier League, avant de rejoindre Birmingham City pour un montant record du club. Il dispute la finale de la Coupe de la Ligue 2001 avec Birmingham, et aide le club à monter en Premier League la saison suivante.
Après une courte période à Wigan Athletic en 2003, il rejoint West Bromwich Albion, avec qui il décroche à nouveau la promotion en Premier League. En 2006, il signe à Sheffield United, mais il est prêté à d'autres clubs, à savoir Leeds United, Leicester City et Scunthorpe United. Horsfield annonce sa retraite sportive en 2008 après avoir été diagnostiqué d'un cancer du testicule, mais après réussite du traitement, il reprend sa carrière, signant un contrat de six mois avec Lincoln City en janvier 2009. En juillet 2009, il est nommé entraîneur adjoint de Micky Adams (en) à Port Vale, et l'été suivant il entraîne le club à temps plein.

## Carrière de joueur

### Jeunesse
Horsfield naît à Barnsley (Yorkshire du Sud), fils et petit-fils de mineurs de charbon. Alors qu'il est encore écolier, il commence à jouer au football pour une équipe masculine, Athersley Recreation, dans la Sunday League (en) de Barnsley, et fait un essai infructueux avec le club de sa ville natale, le Barnsley Football Club. En quittant les études, Horsfield suit un cours de niveau collégial en maçonnerie. Il continue à jouer en amateur, avec Athersley, avec Worsbrough Bridge (en) en Northern Counties East League (en), et avec le club de Football League de Scarborough, où il devient professionnel en juillet 1992. En mars 1993, l'entraîneur Ray McHale (en) lui offre ses débuts en championnat, Horsfield est libéré après avoir joué 12 matchs de championnat et retourne à la maçonnerie et le football amateur,. Après une période de neuf matchs avec Halifax Town en 1994, il rejoint McHale à Guiseley (en), où ses 36 buts aident le club à atteindre la troisième place en première division de la Northern Premier League au cours de la saison 1994–1995,. Il passe à Witton Albion (en), où il subit une blessure au genou qui menace sa carrière. Après un rétablissement complet, il retourne à Halifax pour un montant de 4 000 £.
Il fait ses deuxièmes débuts pour Halifax en octobre 1996. Le dernier jour de la saison 1996–1997, ils ont besoin de battre Stevenage Borough pour se maintenir en Conference, Horsfield marque le but qui scelle une victoire 4–2. La saison suivante, Halifax remporte le championnat de Conference par une marge de neuf points, regagnant ainsi leur place dans la Football League. Les 30 buts de Horsfield en 40 matchs de championnat, dont des triplés contre Yeovil Town, Telford United (en) et Hereford United,, font de lui le meilleur buteur de Conference cette saison-là. Avec son coéquipier Mark Bradshaw, Horsfield est sélectionné en équipe d'Angleterre semi-professionnelle (en), pour un match contre leurs homologues néerlandais, mais une blessure l'empêche de jouer. En Conference, Horsfield a toujours travaillé dans le bâtiment en jouant au football à temps partiel, mais la promotion en Football League signifie qu'il doit renoncer à son emploi pour devenir un footballeur à plein temps. Sept buts lors de ses dix premiers matchs en quatrième division attirent une offre de Fulham, alors en troisième division et entraîné par Kevin Keegan.

### Fulham
Le montant du transfert est initialement fixé à 300 000 £, plus 50 000 £ supplémentaires en fonction du nombre de matchs joué, et en octobre 1998 Horsfield rejoint Fulham. Une clause du contrat offre à Halifax une part des bénéfices provenant de toute vente future. Il dispute 28 matchs le restant de sa saison 1998–1999, marque quinze buts et voit Fulham remporter le titre en troisième division par quatorze points d'avance,. Selon Keegan, « Geoff est un avant-centre à l'ancienne et nous l'aimons. Il va marquer des buts dans cette division, il marquera des buts dans les prochaines divisions. Il court à perdre haleine et il est très important pour nous ». Bien que moins prolifique en deuxième division, sept buts en championnat et sept autres dans les coupes font de lui le meilleur buteur du club pour la saison 1999–2000. Après que le nouvel entraîneur Jean Tigana a clairement indiqué que le style agressif de Horsfield et le manque de rythme et de mobilité ne correspondraient pas à la façon dont il veut que sa nouvelle équipe joue, et intronisé Louis Saha au poste de buteur, Horsfield accepte de rejoindre les rivaux de deuxième division, Birmingham City,.

### Birmingham City
En juillet 2000, Horsfield signe un contrat de cinq ans avec Birmingham, qui paye un montant record club de 2 250 000 £, dont 350 000 £ vont à Halifax Town en vertu de la clause de vente,. Il est leur meilleur buteur pour sa première saison, trouvant les filets à douze reprises, et ses deux buts en demi-finale de la League Cup permettent au club d'atteindre sa première grande finale depuis près de quarante ans. Dans le onze de départ de la finale contre Liverpool, Horsfield est remplacé en fin de match, perdu par Birmingham aux tirs au but,.
Horsfield est élu « joueur de l'année » pour la saison 2001–2002 à la fois par les fans de Birmingham et par ses coéquipiers. Son duo d'attaque avec Stern John s'avère crucial dans la série d'invincibilité qui conduit Birmingham à se qualifier pour les play-offs de deuxième division, et il marque le but égalisateur contre Norwich City en prolongation de la finale des play-offs, que le club remporte aux tirs au but pour décrocher la promotion en Premier League. Horsfield avait promis un don à son premier club, Athersley Recreation, s'il atteignait un jour la Premiership. Quelques jours après la victoire en play-offs, il leur donne 25 000 £ pour l'amélioration de leurs installations,.
En septembre 2002, Horsfield inscrit son premier but en Premier League au cours du derby perdu contre Aston Villa. Il marque également au match retour à Villa Park, un match riche en évènements que Horsfield termine au poste de gardien de but après la blessure de Nico Vaesen, Birmingham ayant utilisé tous leurs remplacements autorisés. Horsfield manque plusieurs matchs pour cause de suspension et blessure, et est frustré par l'entraîneur Steve Bruce préférant l'utiliser comme un remplaçant de luxe. Après son entrée en jeu et son but en fin de match contre le rival local West Bromwich Albion, Bruce le décrit comme « un rêve d'entraîneur », affirmant que « quand vous êtes fatigués, la dernière chose dont vous avez besoin est un Big Horse déchaîné contre vous ». Titulaire aux côtés du champion du monde 1998 Christophe Dugarry en fin de saison, le duo forme « une combinaison improbable, le génie de Bordeaux aux côtés d'un maçon de Barnsley, mais l'approche robuste de Horsfield a complété la touche plus délicate de Dugarry ». Leur partenariat conduit à quatre victoires et un nul lors des six derniers matchs.

### Wigan Athletic
Horsfield participe à trois matchs de Premier League pour Birmingham City au début de la saison 2003–2004. Mais l'entraîneur Steve Bruce est incapable de lui garantir une place régulière dans l'équipe, Horsfield signe donc à Wigan Athletic un contrat de trois ans en septembre 2003. Les frais de transfert s'élève à 500 000 £, même s'ils peuvent atteindre un million de livres si le joueur dispute un nombre convenu de matchs pour Wigan. Horsfield dit du transfert, « j'aurais facilement pu honorer les deux dernières années de mon contrat à Birmingham, mais ce n'est pas mon style. Je veux juste jouer au football ». Il marque lors de ses débuts pour Wigan, une victoire 4–2 contre Wimbledon le 13 septembre 2003. Il continue à habiter dans les Midlands de l'Ouest, même après son transfert de Birmingham City, et après seulement trois mois à Wigan il déménage à West Bromwich Albion pour 1 000 000 £.

### West Bromwich Albion
Horsfield débute avec Albion par une défaite 1–0 à Coventry City, le 20 décembre 2003. Le mois suivant, il marque son premier but pour le club, lors d'une victoire 2–0 contre le rival local d'Albion, Walsall. C'est le premier des trois buts qu'il marque au mois de janvier 2004, qui lui valent le titre de « joueur du mois PFA » de deuxième division. En tout, il marque sept buts pour Albion en 2003–2004, aidant le club à atteindre la promotion en Premier League.
L'équipe se débat pour sa première saison de retour en première division, tandis que Horsfield ne marque que trois buts en 29 matchs de championnat. Cependant, sa contribution lors de la dernière journée de la saison contre Portsmouth s'avère vitale pour la survie du club. Entrant en jeu comme remplaçant en seconde mi-temps, il marque sur son premier ballon, avant d'offrir un but à son coéquipier Kieran Richardson. Combinée avec les résultats des autres matchs, la victoire 2–0 assure le maintien d'Albion, qui devient le premier club à échapper à la relégation en Premier League après avoir été dernier à Noël. Horsfield dit de cet accomplissement, « même si j'ai été promu avec tous les clubs que j'ai fréquenté c'est le meilleur moment de ma carrière ».
Horsfield connaît un bon départ en 2005–2006, signant un nouveau contrat de deux ans et marquant deux buts dans les deux premiers matchs d'Albion à domicile, mais ils se sont avérés être les derniers buts qu'il a marqué pour le club. Il fait un total de vingt apparitions en championnat et en coupe au cours de sa dernière saison à West Bromwich Albion.

### Sheffield United et prêts
En février 2006, Horsfield est prêté à Sheffield United, mais n'apparaît qu'à trois occasions sous l'entraîneur Neil Warnock lors d'une période de quatre mois. Horsfield et Warnock veulent tous deux mettre fin prématurément au prêt, mais West Bromwich Albion a déjà accepté de vendre le joueur à Sheffield à la fin de la saison et refuse de revenir sur l'accord. Ainsi, le transfert définitif est conclu en mai 2006 pour un montant de 1 200 000 £, Horsfield déclarant que lui et Warnock ont réglé leurs différends.
Le 3 août 2006, Horsfield est prêté à Leeds United jusqu'à Noël en vue d'un transfert définitif. Le 5 août 2006, il fait ses débuts lors de la première journée de Championship de la saison contre Norwich à Elland Road, et marque son premier but dans un match nul 2–2 à Queens Park Rangers trois jours plus tard. Lorsque Dennis Wise reprend le poste d'entraîneur de Leeds, Horsfield perd sa place de titulaire indiscutable et son prêt prend fin en janvier 2007. À la fin du mercato de janvier 2007, Leicester City soumet une demande de prêt pour Horsfield pour le reste de la saison Il fait ses débuts pour le club dans leur match nul 1–1 avec Luton Town le 3 février 2007, et marque ses premiers buts pour le club dans leur victoire 3–0 sur leurs rivaux de Coventry City, le 17 février 2007.
L'ancien entraîneur de Horsfield à West Bromwich Albion, Bryan Robson, devient entraîneur à Sheffield United au début de la saison 2007–2008, mais Horsfield reste sur le banc. Il n'apparaît qu'en League Cup, jouant contre Chesterfield au premier tour et marquant contre Milton Keynes Dons au second. Le 31 janvier 2008, il s'installe à Scunthorpe United en prêt pour le reste de la saison. Horsfield est directement titulaire dans l'équipe de Scunthorpe et fait ses débuts contre Charlton Athletic à Glanford Park (en), remportant la distinction d'homme du match après la victoire 1–0 de l'équipe. Après douze matchs joués en prêt, il est libéré de son contrat par Sheffield United à la fin de la saison.
Horsfield réalise un essai à Chesterfield au cours de l'été 2008, mais rejette l'offre du club de Saltergate (en) parce qu'il souhaite aller dans un club proche de son domicile à Leicester. Il obtient ensuite une période d'essai à Kettering Town et commence à s'entraîner avec Walsall en septembre.

### Lincoln City
Le 10 octobre 2008, Horsfield révèle qu'il lui a été diagnostiqué un cancer du testicule, et qu'il a été informé que sa carrière de joueur est finie. En décembre, il est signalé qu'il envisage un retour au football, que ce soit comme joueur ou dans un rôle d'entraîneur, après avoir reçu un traitement efficace pour son cancer. Il se rapproche de Lincoln City, géré par son ancien coéquipier de Halifax Town Peter Jackson (en), pour une semaine de formation afin d'évaluer son niveau de forme physique avec en vue une éventuelle signature pour le club. Après une période d'essai prolongée, Horsfield signe un contrat à court terme avec le club, courant du 2 janvier 2009 à la fin de la saison 2008–2009. Il est également impliqué dans l'entraînement de l'équipe réserve. Horsfield fait ses débuts le 12 janvier contre Brentford, lançant l'action de l'égalisation d'Anthony Elding pour un match nul 2–2. Après le match, il déclare qu'il est « heureux de rejouer ». Il marque son premier but pour le club le 27 janvier 2009, dans une victoire 2–1 contre Gillingham, décrivant le tir lointain comme « l'une de mes plus douces frappes ». Horsfield joue régulièrement lors de sa période à Lincoln, mais il ne marque qu'un but, et à la fin de la saison le club décide de ne pas renouveler son contrat.

### Port Vale
En juillet 2009, l'entraîneur de Port Vale Micky Adams recrute Horsfield comme joueur-entraîneur assistant du club. Horsfield espère jouer la majorité des matchs de Vale de la saison 2009–2010 tout en apprenant les rudiments de la gestion d'une équipe. Il dispute les quatre premiers matchs de la saison malgré le fait d'être sous analgésiques à cause d'une côte fêlée et d'un os de la main fissuré, la première fracture de sa carrière. Le club atteint le troisième tour de la League Cup, mais après trois défaites consécutives, Adams place l'équipe entière sur la liste des transferts. Horsfield souffre de blessures tatillonnes, en plus d'une cuisse déchirée, ce qui limite ses apparitions à Vale Park. Cela le conduit à envisager sa retraite à l'été 2010. La finale de la Staffordshire Senior Cup (en) 2010 est son dernier match de compétition, le club ayant ensuite annoncé que Horsfield ne serait plus un joueur à the Vale la saison suivante, mais il restera au sein du personnel d'entraînement,.

## Carrière d'entraîneur
Rejoignant Port Vale en tant que joueur-entraîneur assistant en juillet 2009, douze mois plus tard il se voit offrir un contrat au club d'entraîneur adjoint à temps plein. L'entraîneur Micky Adams (en) insiste sur le fait que Horsfield aura une charge de travail plus importante au cours de la saison 2010–2011, et devra « formuler un catalogue de joueurs » et « apprendre à connaître toutes les ligues à tous les niveaux ». Toutefois, Adams déclare également que Horsfield peut être enregistré comme joueur et retourner sur le terrain en cas d'urgence.
En décembre 2010, il est nommé entraîneur intérimaire de Vale, conjointement avec Mark Grew (en), après le départ de Micky Adams. Vale est écrasé par Rotherham United 5–0 pour son premier match dans ses nouvelles fonctions, mais se reprend contre Burton Albion (2–1), avant l'arrivée de Jim Gannon (en) au poste d'entraîneur. Gannon conserve Horsfield comme assistant.

## Palmarès

### Halifax Town
- Champion de Football Conference : 1997-1998
- Meilleur buteur de Football Conference : 1997-1998

### Fulham
- Champion de Football League Second Division : 1998-1999

### Birmingham City
- Finaliste de la League Cup : 2001
- Vainqueur des play-offs de Football League First Division : 2002

### West Bromwich Albion
- Deuxième de Football League First Division : 2003-2004

### Port Vale
- Finaliste de la Staffordshire Senior Cup (en) : 2010